# Andrena fulvipennis
Andrena fulvipennis är en biart som beskrevs av Smith 1853. Andrena fulvipennis ingår i släktet sandbin, och familjen grävbin. Inga underarter finns listade i Catalogue of Life.

## Bildgalleri

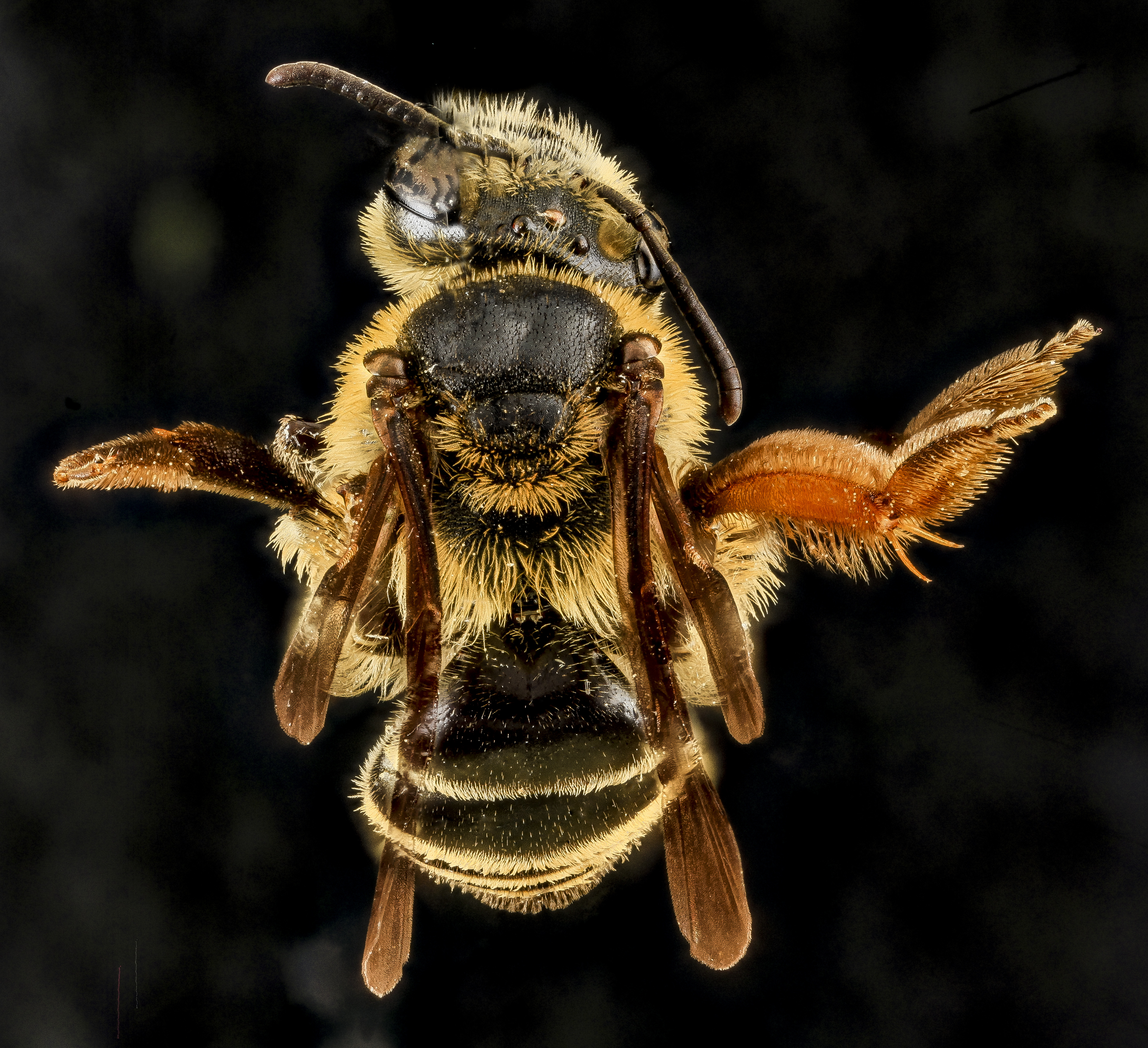
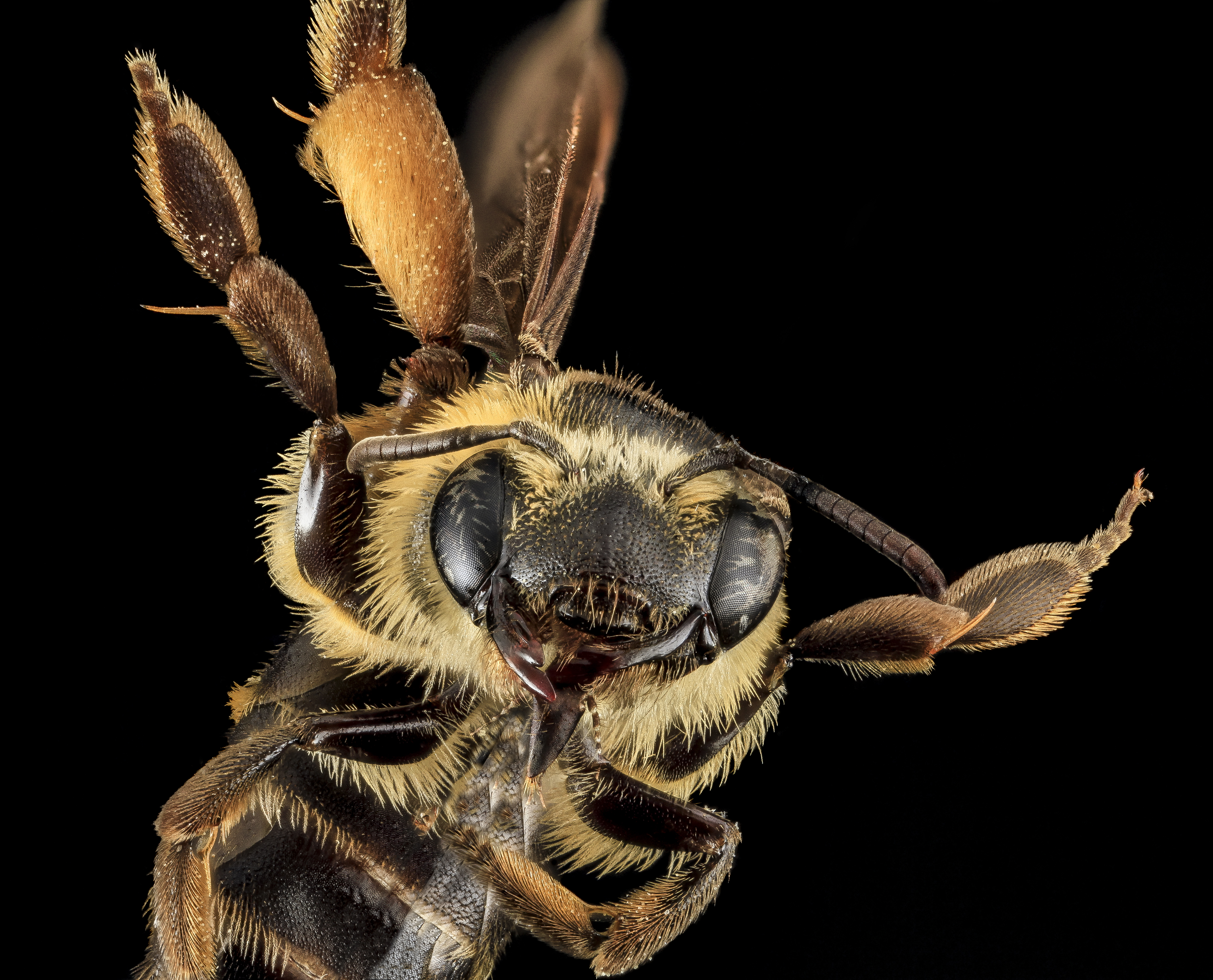
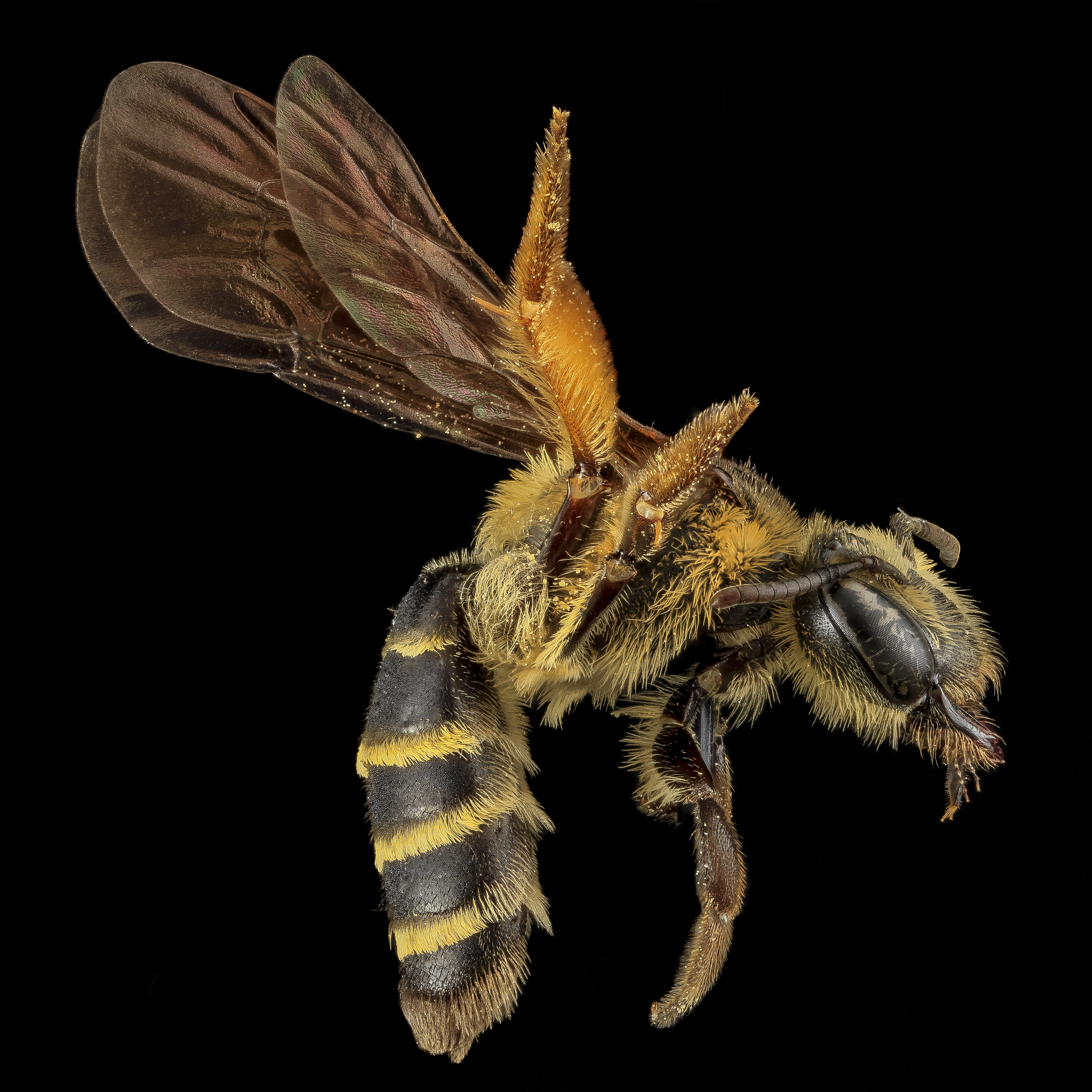